# Kotwica (wędkarstwo)

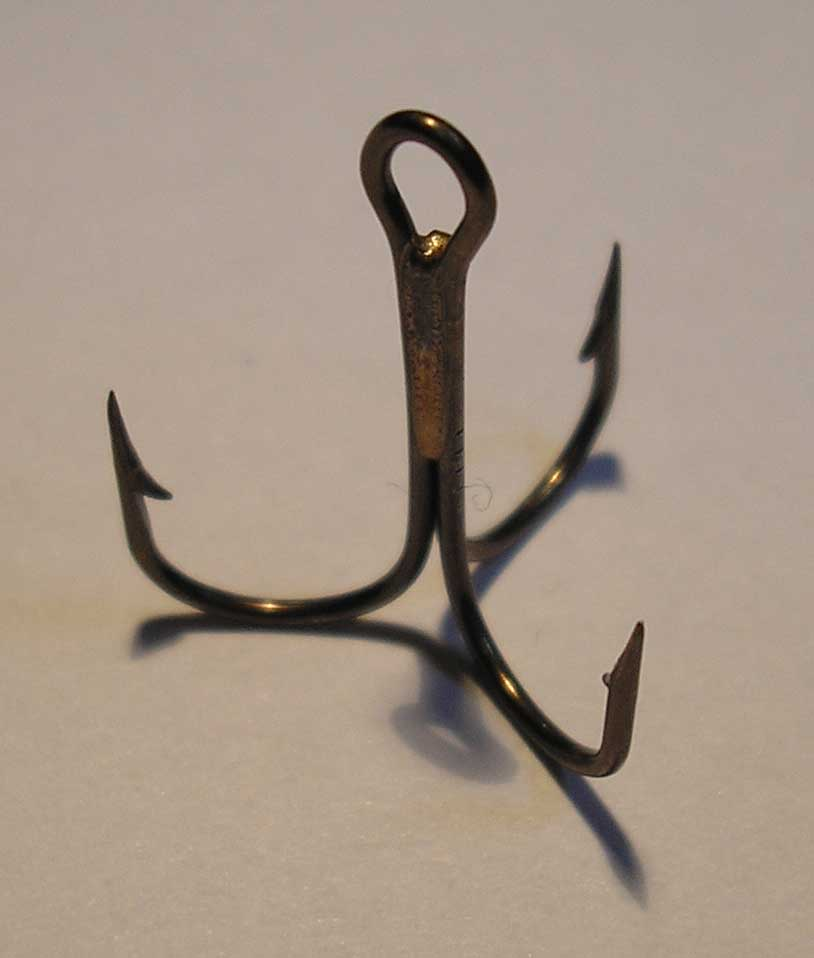
Kotwiczka trójramienna – widoczny przylutowany jeden z haków

Kotwica (kotwiczka) – podwójny, potrójny lub poczwórny (ten ostatni obecnie rzadziej spotykany) haczyk wędkarski.
Złożony jest z ramion w kształcie haczyków i oczka tworzonego najczęściej przez dwa ramiona wygięte z jednego kawałka drutu. Trzecie ramię jest zwykle dolutowane. Jedno z ramion tworzących oczko może być odginane, co przyspiesza wymianę kotwiczki na inną. Kotwice przystosowane do umieszczania żywej przynęty mogą mieć jedno z ramion krótsze – służy ono do wbijania w ciało rybki przynętowej.